# Festival des 3 Continents 1986
Le Festival des 3 Continents 1986, 8e édition du festival, s'est déroulé du 25 novembre au 2 décembre 1986.

## Déroulement et faits marquants
Outre la compétition, la 8e édition du festival propose un hommage au studio japonais Nikkatsu, des panoramas du cinéma coréen et du cinéma nigérian.

## Jury
- Stefania Sandrelli : actrice italienne
- Jean-François Robin : directeur de la photographie français
- Sophie Schmidt : critique français
- Claude Nori : photographe français
- Slobodan Šijan : réalisateur yougoslave

## Sélection

### En compétition
| Titre                       | Réalisation           | Pays       |
| --------------------------- | --------------------- | ---------- |
| Affliction                  | Sheikh Niamat Ali     | Bangladesh |
| Dans les montagnes sauvages | Yan Xueshu            | Chine      |
| Excusez-moi, je me tire     | Lui Farias            | Brésil     |
| L'Épreuve                   | Bhabendra Nath Saikia | Inde       |
| La boda del acordeonista    | Luis Fernando Bottia  | Colombie   |
| La leçon des ordures        | Cheick Oumar Sissoko  | Mali       |
| Le Collier et le Bracelet   | Khairy Bichara        | Égypte     |
| Les Grenouilles             | Şerif Gören           | Turquie    |
| Mal assortis                | José Santiso          | Argentine  |
| Raosaheb                    | Vijaya Mehta          | Inde       |
| Typhoon Club                | Shinji Sōmai          | Japon      |

### Autres programmations
- Panorama du cinéma coréen
- Regard sur le cinéma nigérian
- Hommage à la Nikkatsu

## Palmarès
- Montgolfière d'or : Dans les montagnes sauvages de Yan Xueshu[1]
- Prix de la mise en scène : Typhoon Club de Shinji Sōmai
- Prix de la meilleure musique : La boda del acordeonista de Luis Fernando Bottia
- Prix d’interprétation masculine : Federico Luppi pour Mal assortis
- Prix d’interprétation féminine : Fernanda Torres pour Excusez-moi, je me tire